# Sector General
Sector General este o serie formată din 12 cărți științifico-fantastice publicate între 1962 (Hospital Station) și 1999 (Double Contact) ale scriitorului nord-irlandez James White. În plus mai multe povestiri din Universul Sector General ('"Countercharm", "Tableau", "Occupation: Warrior", "Custom Fitting") au apărut în diverse colecții scrise de White.
Seria Sectorul General este privită ca definitorie a genului științifico-fantastic medical precum și pentru introducerea unui prim echipaj memorabil de extratereștri.

## Prezentare
Sectorul General este o stație spațială gigantică folosită ca spital de numeroase specii; stația a fost fondată ca un proiect de menținere a păcii de către doi eroi din părțile opuse ale singurului război interstelar al umanității. Spitalul găzduiește pacienți și personal din zeci de specii, cu diferite cerințe de mediu, comportamente și afecțiuni. Inițial, majoritatea poveștilor se referă la cariera doctorului Conway, care se ridică de la cariera de chirurg junior la diagnostician. În a patra carte, Federația Galactică decide că serviciul de urgență pe care spitalul îl oferă victimelor accidentelor spațiale și catastrofelor planetare este cel mai eficient mijloc de a face contact pașnic cu noi specii din spațiu, lucru care permite seriei să-și extindă gama de comploturi, caractere și setări. A șaptea și ultimele cărți au fiecare un punct de vedere diferit, de obicei extraterestru. În plus, ele extind gama de probleme dincolo de cele pur medicale, iar în opinia lui Mike Resnick tratează aspecte precum vinovăția și iertarea mult mai bine decât majoritatea lucrărilor science fiction.
Seria a definit subgenul poveștilor medicale cu mai multe specii, și a fost "prima  serie space opera pacifistă explicită", când o mare parte din opera spațială contemporană din Statele Unite era în special militară.
Mike Resnick a descris personajele seriei Sector General ca „cel mai memorabil echipaj de extratereștri creat vreodată," iar Graham Andrews a scris că extratereștrii lui White sunt într-adevăr străini, nu doar minți umane cu biologii exotice. Michael Ashley a comentat că scenariul serialului de televiziune Star Trek: Deep Space Nine este o reminiscență a Sectorului General și Mark R. Leeper a remarcat similitudini între setarea Sectorului General și cea a serialului de televiziune Babylon 5.

## Lista lucrărilor
- Hospital Station (1962)

Volumul cuprinde o serie de cinci povestiri publicate anterior în revista New Worlds între 1957 și 1960:
- - „Medic” - În timpul construcției Spitalului General din Sectorul 12, lucrătorul de construcții O'Mara este suspectat că a provocat prin neglijență moartea a doi lucrători extratereștri...
  - „Sector General” - Prima povestire a narațiunii seriei principale. Doctorul Conway a petrecut două luni pe stație și urmează să se confrunte cu mai multe urgențe...
  - "Probleme cu Emily"  -- "Trouble with Emily" - Conway este comandat să asiste cu un proiect care implică un extraterestru mare, ca un dinozaur, supranumit Emily pentru presupusa sa asemănare cu un Brontosaurus.
  - „Visitor at Large” - Un extraterestru SRTT care își schimbă forma devine necontrolabil în spital. Conway și Prilicla, nou-sosiți, au misiunea de a-l captura.
  - „Out-Patient” - În urma recuperării unui extraterestru rănit grav de pe o navă în derivă, Conway trebuie să realizeze un tratament radical.
- Star Surgeon (1963)

În acest roman, Dr. Conway trebuie să se ocupe de un pacient inconștient, clasificat ca ELPH, care poate fi un canibal sau un semizeu, sau ambele variante. A venit din „altă galaxie”, iar specia sa este bine cunoscută, considerată aproape infamă.
- Major Operation (1971)

Volumul cuprinde o serie de cinci povestiri publicate anterior în revista New Worlds între 1968 și 1971:
- - "Invader" – O serie de accidente în spital îl fac pe Conway să suspecteze o prezență extraterestră.
  - "Vertigo" (1968) – o navă care se rotește (de pe o planetă, mai târziu, denumită „Meatball”) este „salvată” și adusă la spital.
  - "Blood Brother" (1969) –  Sunt descoperiți medicii naturali ai Meatball-ului.
  - "Meatball (1966) –  Ancheta suplimentară dezvăluie mai multe despre medicii Meatball.
  - "Major Operation (1971) – Un pacient gigantic din Meatball combate tratamentul medical.
- Ambulance Ship (1979)
- Sector General (1983)
- Star Healer (1985)
- Code Blue - Emergency (1987)
- The Genocidal Healer (1992)
- The Galactic Gourmet (1996)
- Final Diagnosis (1997)
- Mind Changer (1998)
- Double Contact (1999)

Acestea au fost publicate și în antologiile:
- Beginning Operations (2001) conține Hospital Station, Star Surgeon și Major Operation.[13]
- Alien Emergencies (2002) conține Ambulance Ship, Sector General și Star Healer.[14]
- General Practice (2003) conține Code Blue - Emergency și The Genocidal Healer.[15]
- Tales of Sector General (1999) conține The Galactic Gourmet, Final Diagnosis și  Mind Changer.[16]

### Povestiri
- Povestirea lui White "Sector General" a fost inclusă în cartea Hospital Station.[1]
- În plus față de aceste cărți, mai multe povestiri legate ("Countercharm", "Tableau", "Occupation: Warrior" și "Custom Fitting") apar în alte colecții ale lui White. Primele trei apar în The Aliens Among Us, a patra în Futures Past.[1]
- Povestirea  "Custom Fitting" nu menționează Sectorul General, dar descrie Federația Galactică care face primul contact cu Pământul. „Tableau” nu menționează, de asemenea, Sectorul General, dar introduce rasa extraterestră a orligienilor, care apar în serie.
- Povestirea   "Occupation: Warrior", publicată în  1959, oferă informații despre comandantul Dermod, care apare în unele dintre cărți. Cu toate acestea, editorul  Science Fiction Adventures  a eliminat toate referințele la Sectorul General din Occupation: Warrior, deoarece credea că este prea sumbră pentru a fi considerată ca parte a seriei.  "Countercharm" este de fapt singura povestire care are loc în Sectorul General, dar care nu este inclusă într-o carte a Sectorului General.[8][17]

## Listă de specii
Sunt aproximativ șaptezeci de specii inteligente cunoscute în universul fictiv al Sectorului General.
În paranteză este listat sistemul de codificare a cerințelor de mediu ale pacienților și ale personalului. 
- Oameni (DBDG)[18]
- Kelgian (DBLF). Este una dintre cele mai comune specii din Spitalul General, Sectorul 12. În general, un Kelgian seamănă cu o omidă cu blană lungă de 2 metri, a cărei blană se încrețește constant în diferite modele. Mișcarea blănii unui Kelgian este un ghid complet exact pentru ceea ce simte și este necesar pentru comunicarea în interiorul speciei. Această trăsătură îi face pe Kelgieni complet incapabili de orice formă de minciună.[18]
- Melfan (ELNT). În general, un Melfan seamănă cu un crab de 2 metri lungime. În comparație cu majoritatea celorlalte rase, aceștia sunt foarte emoționali și pasionați. La fel ca majoritatea raselor din universul Sectorului General, nu poartă haine sau ornamente pentru corp. Melfanii sunt amfibieni, se simt bine și în apă și pe uscat. Mănâncă la fiecare zece ore și dorm patru ore între mese.[18]
- Trathlan (FGLI). Creaturi mari cu aspect de elefant cu șase picioare. Foarte inteligenți.[18]
- Hudlar (FROB). Planeta de origine are o gravitație uriașă, astfel au o rezistență fizică și durabilitate masivă. Nu mănâncă; mai degrabă pulverizează zonele blindate ale pielii lor cu un compus alimentar.[18]
- Cinrusskin (GLNO). O specie insectoidă simțitoare de pe planeta Cinruss. Au șase picioare și două aripi largi, iridiscente și aproape transparente. Au un exoschelet cu trei segmente și doi ochi mari. Sunt fragile, lașitatea fiind o caracteristică de supraviețuire primordială. Au o lipsă de rezistență și trebuie să se odihnească frecvent, dormind adânc, doar cu un stimul fizic sau cu o prezență apropiată a pericolului capabil să le trezească. Cu toate acestea, au abilități empatice proiective și receptive.[18]
- Illensan (PVSJ). Ființe cu respirație bazată pe clor, vegetale.[18]

În seria Sector General, toate ființele simțitoare au o clasificare de patru litere care este folosită de medici.
- prima literă indică gradul de dezvoltare fizică, care nu are nicio legătură cu nivelul inteligenței; litera D - ființă care respiră oxigen
- a doua literă este tipul și distribuția membrelor, simțurilor și deschiderilor naturale ale corpului;
- ultimele două litere indică tipul de metabolism și nevoia de hrană și de aer, în funcție de forța atracției și amploarea presiunii atmosferice pe planeta de origine a creaturii, ceea ce duce concluzii despre masa corpului și natura pielii.[18]

## Listă de personaje
- Dr. Peter Conway -  Medicul principal al Sectorului General
- O'Mara  - Psiholog șef la Sectorul General. Dă ordinele tuturor medicilor, are rangul militar de maior, probabil pentru autoritatea administrativă. Mulți îl consideră un telepat - este foarte perceptiv. Sarcastic, veninos, intolerant la xenofobie.
- Dr. Prilicla - medic. O creatură asemănătoare insectelor care arată ca o libelulă cu trei perechi de aripi foarte fragile. Sensibil, neobișnuit de delicat, nu spune niciodată nimic neplăcut.
- Murchison - O asistentă din Sectorul General care are o relație romantică cu Conway.
- Thornnastor
- Lonvellin - Un extraterestru binevoitor care poate trăi foarte mult timp. El este tratat de Conway și devine prieten și aliat al Sectorului General.
- Neydrad - specia Kelgian, asistent medical. Pare o omidă cu blană argintie
- Edanelt
- Charge Nurse Naydrad